# Tetramorium parasiticum
Tetramorium parasiticum é uma espécie de insecto da família Formicidae.
É endémica da África do Sul.